# Phucocoetes latitans
Phucocoetes latitans is een  straalvinnige vissensoort uit de familie van puitalen (familie) (Zoarcidae). De wetenschappelijke naam van de soort is voor het eerst geldig gepubliceerd in 1842 door Jenyns.
De soort staat op de Rode Lijst van de IUCN als niet bedreigd, beoordelingsjaar 2009.